# SV Post Schwerin
Der SV Post Schwerin ist ein ehemaliger Handballverein aus Schwerin in Mecklenburg-Vorpommern. Ein Nachfolgeverein spielt seit 2013 unter dem Namen SV Mecklenburg Schwerin.

## Geschichte

Logo der BSG Post

Am 21. September 1966 wurde der Vorgänger des Vereins, die BSG Post Schwerin, gegründet. In der Saison 1969/70 gelang der Aufstieg in die Oberliga, der höchsten Spielklasse der DDR. Bis zur Zusammenlegung von Oberliga und Bundesliga nach dem Beitritt der DDR zur Bundesrepublik Deutschland war die Betriebssportgemeinschaft ständiges Mitglied der Oberliga. Dort wies die BSG – bedingt zum einen durch die vergleichsweise hohe Kapazität der Sport- und Kongresshalle im Vergleich zu den Spielstätten der anderen Oberligamannschaften und zum anderen durch die fehlende Konkurrenz durch etwa einen Fußball-Oberligisten – fast in jedem Jahr den mit einigem Abstand höchsten Zuschauerschnitt der Oberliga auf.
Trainer und Manager der Bundesligamannschaft war von 2005 bis 2009 Norbert Henke. Am Ende der Saison 2007/08 sollten beim SV Post die Altschulden aus den vergangenen (Erstliga-)Jahren abgebaut sein. Längerfristig plante Norbert Henke den Wiederaufstieg in die 1. Bundesliga („Projekt 2010“). Ab der Saison 2009/10 wurde Post Schwerin von Dirk Beuchler trainiert. Norbert Henke war weiter als Geschäftsführer tätig. Im Juni 2010 wurde sein Vertrag, der noch bis Juni 2011 lief, seitens des Vereins gekündigt und Sebastian Knauer für zwei Jahre verpflichtet. In der Saison 2009/2010 wurde Ingo Heinze, der nur knapp den Titel des Torschützenkönigs der 2. Bundesliga verpasst hatte, von den Schweriner Fans zum Spieler der Saison gekürt. Außerdem veranstaltete der SV Post Schwerin jedes Jahr den BHU-Baustoffe-Cup in der Erich-Kästner-Halle. Mit Erreichen des 8. Tabellenplatzes in der Staffel Nord nach Abschluss der Saison 2010/11 qualifizierte sich der Verein für die eingleisige 2. Handball-Bundesliga.
Aufgrund wirtschaftlicher Schwierigkeiten stellte die Post Schwerin Handball Bundesliga GmbH & Co KG als Betreibergesellschaft des Zweitligateams der Herren am 21. September 2012 einen Insolvenzantrag beim Amtsgericht Schwerin. Es war den Betreibern nicht gelungen, den Saisonetat zu decken. Am 22. Oktober 2012 stellte der Verein den Spielbetrieb der Bundesliga-Mannschaft ein. Die unabhängige Lizenzierungskommission der Handball-Bundesliga GmbH entzog dem Klub daraufhin die Lizenz und verhängte eine Geldstrafe in Höhe von 20.000 € wegen falscher Angaben über die wirtschaftliche Situation im Rahmen des Lizenzierungsverfahrens. Die erste Männermannschaft startet in der Saison 2013/14 in der 3. Liga, Staffel Nord, unter dem Namen SV Mecklenburg Schwerin.

## Die Saisonbilanzen seit 2000/01
| Saison  | Spielklasse                 | Platz | Spiele | Tore      | Punkte |
| ------- | --------------------------- | ----- | ------ | --------- | ------ |
| 2000/01 | 2. Bundesliga, Staffel Nord | 1     | 32     | 862:733   | 61:3   |
| 2001/02 | 1. Bundesliga               | 17    | 34     | 810:994   | 14:54  |
| 2002/03 | 2. Bundesliga, Staffel Nord | 2     | 34     | 1099:918  | 52:16  |
| 2003/04 | 2. Bundesliga, Staffel Nord | 2     | 34     | 1093:925  | 57:11  |
| 2004/05 | 1. Bundesliga               | 18    | 34     | 890:1107  | 9:59   |
| 2005/06 | 2. Bundesliga, Staffel Nord | 10    | 38     | 1006:989  | 40:36  |
| 2006/07 | 2. Bundesliga, Staffel Nord | 12    | 34     | 938:947   | 31:37  |
| 2007/08 | 2. Bundesliga, Staffel Nord | 7     | 34     | 981:967   | 35:33  |
| 2008/09 | 2. Bundesliga, Staffel Nord | 10    | 34     | 1024:987  | 34:32  |
| 2009/10 | 2. Bundesliga, Staffel Nord | 3     | 32     | 979:901   | 45:19  |
| 2010/11 | 2. Bundesliga, Staffel Nord | 8     | 32     | 878:865   | 38:26  |
| 2011/12 | 2. Bundesliga               | 15    | 38     | 1014:1063 | 33:43  |
| 2012/13 | 2. Bundesliga               | 18    | 0      | 0:0       | 0:0    |

|  | Aufstieg in die 1. Bundesliga                                                                  |
|  | Abstieg in die 2. Bundesliga                                                                   |
|  | Zwangsabstieg wegen Insolvenz der Spielbetriebs-GmbH, absolvierte Spiele werden nicht gewertet |

## Spielstätte

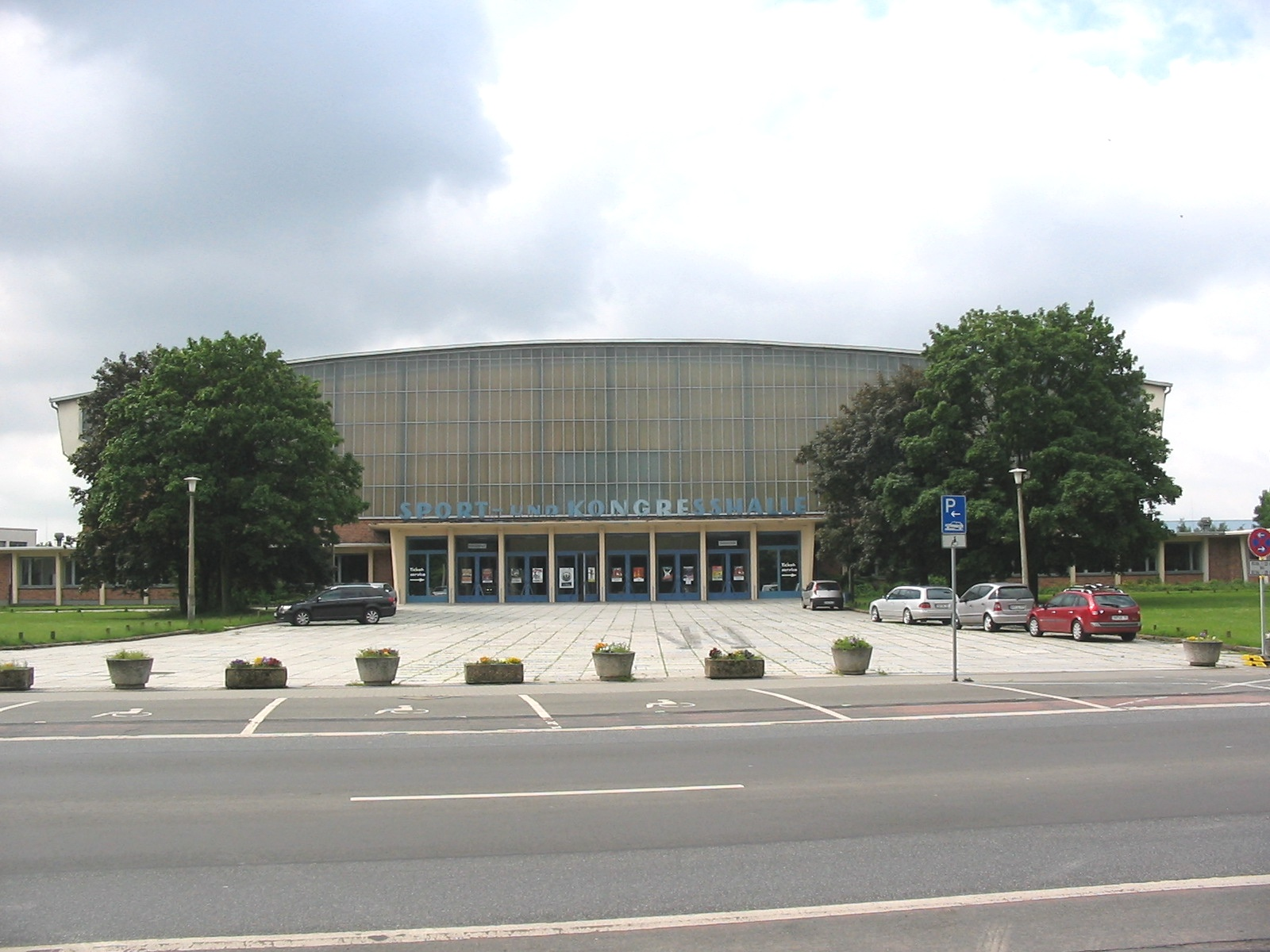
Sport- und Kongresshalle

Die Heimspiele fanden in der Regel in der Sport- und Kongresshalle Schwerin statt; diese Halle wird auch für Messen und Konzerte genutzt. Die Haupthalle hat eine Fläche von 2000 m². Die Kapazität beträgt 5000 feste Plätze (max. 8000). Der Zuschauerschnitt in der Spielzeit 2006/07 bei 17 Heimspielen betrug 1220. In der Saison 2007/2008 kamen im Schnitt 1462 Zuschauer.
Mit einer Gesamtzuschauerzahl von 20.755 Zuschauern in der Saison 2006/07 lag Post auf Platz der 3 nach den Füchsen Berlin und dem Dessau-Roßlauer HV. In der Spielzeit 2007/08 kamen 24.865 Zuschauer. Nach Eintracht Hildesheim und TV Emsdetten belegt Schwerin wieder Platz 3 in der Gunst der Zuschauer.
Einige Vorbereitungsspiele und Heimspiele der 2. Herrenmannschaft und der A-Jugend-Mannschaft fanden in der Erich-Kästner-Halle statt.

## Weitere sportliche Erfolge
- 4. Platz DDR-Oberliga Saison 1973/74 und 1976/77
- 3. Platz Zweite Bundesliga Nord, Saison 1994/95
- 6. Platz Zweite Bundesliga Nord, Saison 1999/2000
- DHV-Pokalfinale 1990

## Bekannte Spieler

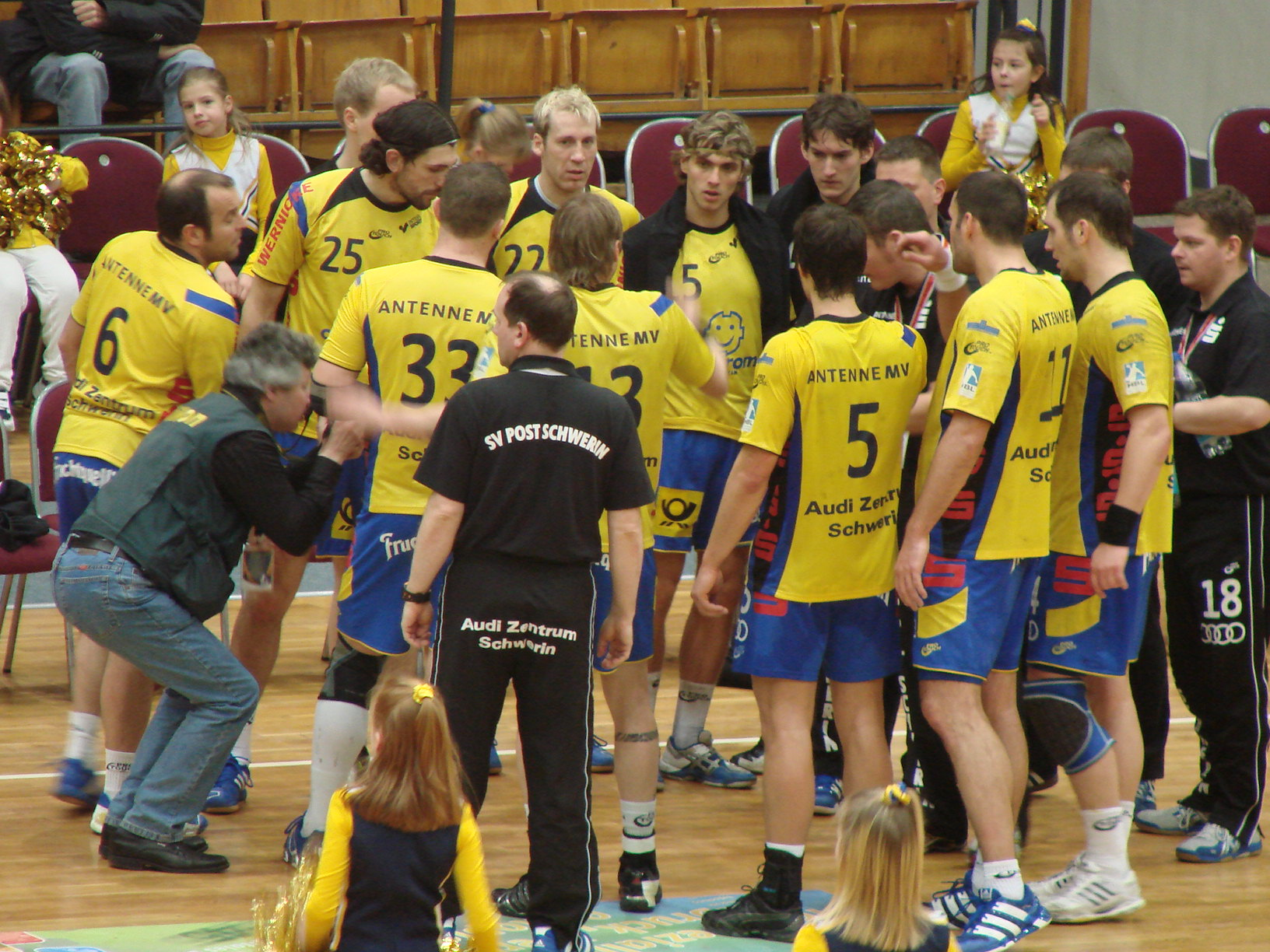
Team 2010

Beim SV Post Schwerin spielten auch Axel Schulz, Dirk Schimmler, Stephan Riediger, Alexander Rauch, Holger Schneider (98 Spiele/197 Tore), Michael Krieter (94 Spiele), Maik Handschke (32 Spiele/53 Tore), Stephan Just, Robert Licu, Robert Hedin, Matthias Günther, Preben Vildalen, Frank Løke, Dragan Jerković, Stefan Schröder, Ronald Bahr, Alexander Ladig und Peter Rauch.

## Jugend
Der Verein betreibt sehr erfolgreiche Jugendarbeit.

Die männliche A-Jugend wurde 1993 Deutscher Vizemeister.
Die männliche A-Jugend gewann 1993, 1999 und 2006 den NOHV-Pokal.

Die männliche B-Jugend gewann den Pokal 1999 und die C-Jugend 1996 und 1997.